# Reynir Sigurðsson
Reynir Sigurðsson (* 1. Januar 1928 in Reykjavík; † 21. August 2017 ebenda) war ein isländischer Leichtathlet.

## Werdegang
Reynir Sigurðsson schied bei den Olympischen Sommerspielen 1948 im 400-Meter-Lauf im Vorlauf aus.